# Luciano Storero
Luciano Storero (* 26. September 1926 in Pinasca, Italien; † 1. Oktober 2000) war ein römisch-katholischer Erzbischof und Diplomat des Heiligen Stuhls.

## Leben
Am 29. Juni 1949 empfing er das Sakrament der Priesterweihe.
Papst Paul VI. ernannte ihn am 22. November 1969 zum Titularerzbischof pro hac vice von Tigimma und zum Apostolischen Delegaten. Die Bischofsweihe spendete ihm Kardinalstaatssekretär Jean-Marie Villot am 1. Februar des Folgejahres; Mitkonsekratoren waren der Sekretär der Kongregation für die Evangelisierung der Völker, Erzbischof Sergio Pignedoli, und Weihbischof Santo Bartolomeo Quadri aus Pinerolo.
Am 24. Dezember 1970 wurde Storero als Apostolischer Nuntius in die Dominikanische Republik entsandt. Am 30. Juni 1973 ernannte ihn Papst Paul VI. zum Pro-Nuntius in Gabun und Kamerun, sowie zum Apostolischen Delegaten in Äquatorialguinea. Mit Wirkung vom 14. Juli 1976 wechselte er als Pro-Nuntius nach Indien.
Papst Johannes Paul II. ernannte Storero am 2. Februar 1981 zum Apostolischen Nuntius in Venezuela und am 28. Juni 1990 zum Pro-Nuntius in Griechenland. Vom 15. November 1995 bis zu seinem Tod war er schließlich Apostolischer Nuntius in Irland.

## Storeros Brief an die irischen Bischöfe vom 31. Januar 1997
Luciano Storero wird – seit 2011 – in den englischsprachigen Ländern vor allem mit seinem Brief an die irischen Bischöfe vom 31. Januar 1997 assoziiert. Darin weist er die irischen Bischöfe an, die Verfahrensregeln in Fällen des Verdachts auf sexuellen Missbrauch, auf die die Irische Bischofskonferenz sich verständigt hatte, teilweise nicht anzuwenden. Die Bischofskonferenz hatte 1994 eine von Laurence Forristal, Bischof von Ossory, geleitete Kommission (Irish Catholic Bishops’ Advisory Committee on Child Sexual Abuse by Priests and Religious) eingesetzt, die Leitlinien für Fälle von sexuellem Missbrauch in der Kirche erarbeiten sollte. 1996 hatte die Bischofskonferenz den Bericht der Kommission (Framework for a Church Response, kurz Framework Document genannt) samt den empfohlenen Leitlinien approbiert und im selben Jahr publizieren lassen. Dem Framework Document zufolge sind alle ausreichend begründeten Verdachtsfälle den zuständigen staatlichen Stellen anzuzeigen. In seinem Brief vom 31. Januar 1997 erklärte der Nuntius auf Anordnung von Kardinal Darío Castrillón Hoyos, dem Präfekten der Kleruskongregation, die Anzeigepflicht als mit dem Kirchenrecht unvereinbar und die Leitlinien des Framework Document für unverbindlich. Storero hatte seinen Brief als „streng vertraulich“ deklariert.
Erst zehn Jahre nach seinem Tod wurde der Brief durch einen am 17. Januar 2011 von Raidió Teilifís Éireann ausgestrahlten Dokumentarfilm bekannt. Die Veröffentlichung des Storero-Briefes weckte bzw. verstärkte Zweifel an Erklärungen von führenden Vertretern der Kurie, denen zufolge die Kurie die strafrechtliche Verfolgung von Fällen von Kindesmissbrauch durch Priester nicht behindern werde.